# Teleki-udvarház
A Teleki-udvarház műemlék Romániában, Fehér megyében, Celnán. A romániai műemlékek jegyzékében az AB-II-a-A-00379 sorszámon szerepel.